# Juan Pablo Bonet
Juan Pablo Bonet (1560-1620) va ésser un escriptor i pedagog aragonès. Va treballar en el camp de l'educació dels sords, de la qual va ser un dels pioners. Va crear el mètode de la lectura labial.